# 3321-es mellékút (Magyarország)
A 3321-es számú mellékút egy bő 20 kilométeres hosszúságú, négy számjegyű mellékút Hajdú-Bihar vármegye középső részén; Balmazújvárostól húzódik Hajdúszoboszlóig.

## Nyomvonala
Balmazújváros központjában ágazik ki a 3316-os útból, annak a 23+350-es kilométerszelvénye közelében, délnyugat felé; majdnem ugyanott van, alig 100 méterrel keletebbre az ellenkező irányba tartó, Hajdúnánásig vezető 3323-as út kezdőpontja is. Első, rövid szakaszán a Kossuth tér nevet viseli, majd Nádudvari út néven folytatódik; egy iránytörés után délnek fordul, és bő másfél kilométer megtétele után kilép a lakott területről. Majdnem pontosan a negyedik kilométerénél éri el a Keleti-főcsatornát, amit híddal keresztez, 4,7 kilométer után pedig kilép a város határai közül.
Nagyhegyes a következő települése, ennek határai között éri el – csaknem pontosan a hetedik kilométerénél – a 33-as főutat, amelyet körforgalmú csomóponttal keresztez (a főú	t itt a 88+300-as kilométerszelvényénél jár). A község lakott területét 8,3 kilométer után éri el, ahol az Angyalházi út nevet veszi fel, így húzódik végig a belterület keleti szélén; a tizedik kilométere táján pedig már újból külterületek közt halad. 12,5 kilométer után egy nagyobb ipari telephely mellett halad el – itt található a MOL egyik földgáztárolója is – és nem sokkal ezután elhagyja a község területét.
13,4 kilométer megtétele után Hajdúszoboszló közigazgatási határai között folytatódik; az üdülőváros első házait 18,3 kilométer után éri el, s ott az Ady Endre utca nevet veszi fel. A 20. kilométerét elhagyva délnyugatnak fordulva az Erzsébet utca nevet veszi fel, és így is ér véget nem sokkal később, a városközpont nyugati részén, beletorkollva a 3406-os útba, annak a 17+500-as kilométerszelvénye közelében.
Teljes hossza, az országos közutak térképes nyilvántartását szolgáló kira.kozut.hu adatbázisa szerint 20,389 kilométer.

## Települések az út mentén
- Balmazújváros
- Nagyhegyes
- Hajdúszoboszló